# Herman Burau
Herman Burau (ur. 21 września 1914 w Gdańsku, zm. 2 kwietnia 1997 tamże) – polski ekonomista i manager żeglugowy.

## Życiorys
Ojcem był Herman Otto Burau (1888-1957). W 1968 obronił pracę doktorską w Wyższej Szkole Ekonomicznej w Sopocie pt. Regres współczesnej żeglugi morskiej Wielkiej Brytanii na tle rozwoju żeglugi światowej, oraz zajmował czołowe stanowiska w polskiej żegludze morskiej, m.in. dyrektora generalnego Chipolbroku w Gdyni (1953-), dyrektora naczelnego Polskiej Żeglugi Morskiej (1955-1956) w Szczecinie, dyrektora naczelnego Polskich Linii Oceanicznych w Gdyni (1962-1966) oraz dyrektora Zakładu Linii Afrykańskich i Śródziemnomorskich PLO w Gdańsku (1970).
Pochowany na cmentarzu w Gdańsku-Oliwie.

## Prace własne
- Składowanie towarów w portach morskich, Wydawnictwo Komunikacyjne Warszawa 1952, 50 s.
- Współczesna żegluga brytyjska, Wydawnictwo Morskie Gdańsk 1970, 202 s.